# Martin Plowman
Martin Plowman, född den 3 oktober 1987 i Burton upon Trent är en brittisk racerförare.